# Кисіль-Дольницький Андрій
Андрій Кисіль-Дольницький (псевдо: «Андрій Кисіль», «Голубенко», «Немо») (27 серпня 1912, с. Дермань, сьогодні Здолбунівський район, Рівненська область, Україна — 6 липня 1982, м. Монреаль, Канада) — сотник Української повстанської армії, громадський діяч, підприємець.

## Життєпис

Командування ВО «Богун» разом з прибулими гостями. Нижній ряд (зліва направо): шеф розвідувального відділу (ШРВ) «Немо» (Андрій Кисіль-Дольницький); член проводу ОУН(б) «Іванів» (Омелян Логуш); керівник угорської місії до УПА підполковник Ференц Мартон; комендант запілля УПА-Північ «Горбенко» (Ростислав Волошин); командир групи «Еней» (Петро Олійник); керівник охорони делегації «Кропива» (Василь Процюк). Верхній ряд: заступник ШРВ «Палій» (Василь Коренюк); господарчий референт УПА-Північ «Зубатий» (Василь Мороз); шеф штабу групи «Черник» (Казван Дмитро).

Народився 27 серпня 1912 у селі Дермань на Волині у селянській родині.
Початкову освіту здобув у дерманській народній школі; середню — в гімназії у м. Рівне, закінчивши в 1930 року.
З 1930-х член ОУН, в’язень польських тюрем та концтабору Береза Картузька. Навчався у торговельні школі в Подєбрадах у Чехії (1939-1941).
З 1943 старшина УПА, шеф розвідки ВО-2 «Богун» УПА. Ініціатор переговорів Головної Команди УПА з командуванням угорських окупаційних військ у вересні 1943 в селі Конюшки та в середині жовтня 1943 у селі Мирогоща на Рівненщині. За наслідками цих переговорів наприкінці листопада 1943 вже на рівні Проводу ОУН(б) відбулись переговори у Будапешті у генеральному штабі угорської королівської армії. Весною 1944 продовжив розвивати таємні контакти з угорським командуванням в Карпатах. У липні 1944 з угорським штабом перейшов на Закарпаття, а відтак в Угорщину. Займався вишколом бійців УПА та угорських учасників партизанської боротьби в радянському тилу.
Сотник УПА.
З 1945 провідний член Закордонних Частин ОУН у Західній Німеччині. У 1946-1949 перебував у таборах для переміщених осіб у Німеччині. Улітку 1949 року емігрував до канадського Монреалю.
У Монреалі перше працював як директор виробництва у фірмі Progress Luminaire Ltd. А потім заснував власну фірму Vatra Fuels Ltd, яку він продав у 1972 році.
У Монреалі працював на управах церкви Святої Софії, Українській Кредитній Спілцій, СКВУ і Літопису УПА. Помер 6 липня 1982 року в Монреалі, Канада.